# العلاقات الكيريباتية اللوكسمبورغية
العلاقات الكيريباتية اللوكسمبورغية هي العلاقات الثنائية التي تجمع بين كيريباتي ولوكسمبورغ.

## مقارنة بين البلدين
هذه مقارنة عامة ومرجعية للدولتين:
| وجه المقارنة                                              | كيريباتي                        | لوكسمبورغ                                                     |
| --------------------------------------------------------- | ------------------------------- | ------------------------------------------------------------- |
| المساحة (كم2)                                             | 811                             | 2.59 ألف                                                      |
| عدد السكان (نسمة)                                         | 116.40 ألف                      | 599.45 ألف                                                    |
| الكثافة السكانية (ن./كم²)                                 | 14.35 ألف                       | 231.45                                                        |
| العاصمة                                                   | جنوب تاراوا                     | لوكسمبورغ                                                     |
| اللغة الرسمية                                             | لغة إنجليزية، اللغة الكيريباتية | اللغة اللوكسمبورغية، لغة فرنسية، اللغة الألمانية              |
| العملة                                                    | دولار كريباتي، دولار أسترالي    | يورو، فرنك لوكسمبورغ                                          |
| الناتج المحلي الإجمالي (بليون دولار)                      | 196.15 مليون                    | 62.40 مليار                                                   |
| الناتج المحلي الإجمالي (تعادل القوة الشرائية) بليون دولار | 224.26 مليون                    | 58.13 مليار                                                   |
| الناتج المحلي الإجمالي الاسمي للفرد دولار أمريكي          | 1.42 ألف                        | 101.45 ألف                                                    |
| الناتج المحلي الإجمالي للفرد دولار أمريكي                 | 1.81 ألف                        | 101.93 ألف                                                    |
| مؤشر التنمية البشرية                                      | 0.590                           | 0.892                                                         |
| رمز المكالمات الدولي                                      | +686                            | +352                                                          |
| رمز الإنترنت                                              | .ki                             | .lu                                                           |
| المنطقة الزمنية                                           |                                 | توقيت وسط أوروبا، ت ع م+01:00، ت ع م+02:00، أوروبا/لوكسمبورج ‏ |

## منظمات دولية مشتركة
يشترك البلدان في عضوية مجموعة من المنظمات الدولية، منها:
| علم المنظمة | اسم المنظمة                   | تاريخ انضمام كيريباتي | تاريخ انضمام لوكسمبورغ |
| ----------- | ----------------------------- | --------------------- | ---------------------- |
|             | منظمة حظر الأسلحة الكيميائية  | ?                     | ?                      |
|             | البنك الدولي للإنشاء والتعمير | 29 سبتمبر 1986        | 27 ديسمبر 1945         |
|             | الأمم المتحدة                 | 14 سبتمبر 1999        | 24 أكتوبر 1945         |
|             | بنك التنمية الآسيوي           | 1974                  | 2003                   |
|             | يونسكو                        | 24 أكتوبر 1989        | 27 أكتوبر 1947         |
|             | مؤسسة التنمية الدولية         | 2 أكتوبر 1986         | 4 يونيو 1964           |
|             | مؤسسة التمويل الدولية         | 2 أكتوبر 1986         | 4 أكتوبر 1956          |
|             | الاتحاد البريدي العالمي       | ?                     | ?                      |
|             | الاتحاد الدولي للاتصالات      | 3 نوفمبر 1986         | 2 مارس 1866            |

## وصلات خارجية
- موقع وزارة الخارجية اللوكسمبورغية